# Lugdunam
Lugdunam (från lat. Lugdunum för Lyon) är ett av de starkaste sötningsmedlen man känner till. Ämnet har uppskattats vara 220 000–300 000 gånger sötare än sackaros (rörsocker).
Lugdunam togs fram på Universitetet i Lyon 1996. Ämnet är medlem i en familj av extremt starka sötningsmedel med en ättiksyragrupp på guanidin som kallas guanidinokarboxylsyror. Lugdunam har ännu inte godkänts för användning i livsmedel. 

### Fotnoter
1. ↑  ”Wie wir schmecken” (på tyska). MIT Technology Review. Heise.de. 16 mars 2004. http://heise.de/-280853.